# Groupe Zéro
Ne doit pas être confondu avec Service de renseignement Zéro.
 (septembre 2023).
- Si vous ne connaissez pas le sujet, laissez ce bandeau (vous pouvez alors contacter les auteurs).
- Si vous supprimez le contenu mis en cause (vous pouvez préalablement contacter les auteurs),

argumentez précisément cette suppression dans la page de discussion
(un manque de référence n'est pas un argument ; une recherche réelle de référence doit avoir été effectuée, être formellement documentée).
 (septembre 2023).
Pour les articles homonymes, voir Groupe Zéro.
Le Groupe Zéro était un groupe de résistants belges durant la Seconde Guerre mondiale. Il était l'une des composantes de l'Armée Réorganisée (A.R.) et un des groupes de Jacques Storck de la section action « Porthos » du Commandant Eglem, Réseau Les Trois Mousquetaires. Son chef, Louis Everaert, accordeur de pianos, était atteint de cécité. Le secteur couvert par ce groupe était celui de Laeken.

## Historique
La résistance organisée par de petits groupes est mal connue, car ceux-ci ne laissaient que peu de traces écrites de leurs actions.
C'était un impératif pour leur propre sécurité et celle de leurs proches. Pas plus de paroles que d'écrits laissés derrière eux sauf à leur chef de secteur. Certains résistants jouaient sur les deux tableaux ; de résistants ils devenaient collabos, et à nouveau résistants. D'autres groupes étaient aussi infiltrés par des agents locaux travaillant pour les Allemands, en créant beaucoup de pertes. Au début, ils étaient éparpillés selon leurs croyances religieuses, politiques, leur situation personnelle... mais la naissance de l'armée réorganisée en Armée secrète y mit bon ordre.
La résistance fut donc organisée comme suit :
- Armée Réorganisée (AR) ↔ l’État Major ↔ Zones I à V ↔ Secteurs ↔ Groupes

Pour le groupe Zéro, la hiérarchie s'établissait donc comme suit :
- A.R. ↔ l’État Major ↔ Zones IV ↔ Secteur Ouest ↔ Réseau 3M ↔ Section Porthos ↔ Groupe du secteur de Laeken dit « Groupe Zéro ».

Chaque élément n'entrant pas en contact avec les cellules parallèles, ils respectaient la hiérarchie verticale, sauf en cas d'opérations communes.

## Groupe Zéro de Louis Everaert, 1941-1943
Le Groupe Zéro de Louis Everaert était un groupe de résistants belges durant la Seconde Guerre mondiale. Cet homme était pratiquement seul depuis le décès  de sa mère Pauline Buekenhoudt, en 1918 et le départ en 1929 de son père Achille Everaert pour les États-Unis. Il laissa ses 6 enfants dont Jean Joseph Everaert résistant lui-même et replié dans une mansarde de la chaussée d'Anves, non loin de son frère. Il y cachera entre autres Storck.
Louis était pauvre, seul, handicapé et se sentant inutile. Grâce à la guerre, il trouvera sa voie dans l'ombre de la résistance. Car l'ombre, il connaissait.

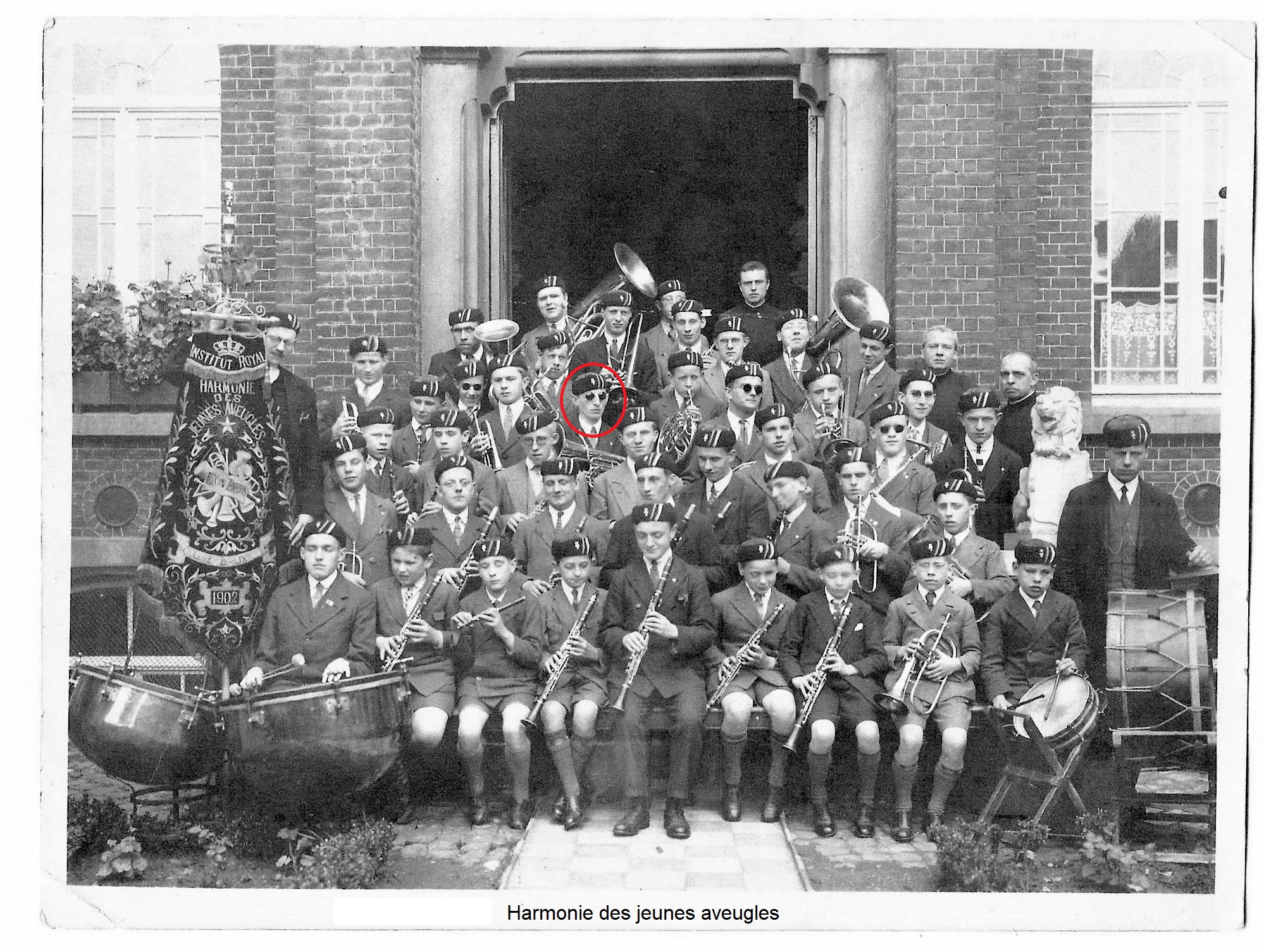
Harmonie des jeunes aveugles.

Avant que la guerre ne débute, il était accordeur de piano et donnait des leçons de musique pour survivre. Lorsque la guerre débuta, Louis Everaert et Jacques Storck jetèrent à deux les bases du « Groupe(A.S.) Laeken », dit « Groupe Zéro ». Parce qu’il était aveugle, Louis Everaert fut choisi comme chef du Groupe Zéro, cellule locale de Laeken composée de quatre membres connus, intégrée au sein de l’armée réorganisée (A.R) Groupe Zéro, aussi nommé Groupe du secteur de Laeken.
Il habitait 34 rue Jan Bollen à Laeken, pas loin de Marie Mestdag. Elle rejoignit son groupe très rapidement, car elle avait hérité l’esprit patriotique de sa famille et de son défunt mari mort en 1939 des suites des séquelles laissées par le tristement connu : gaz moutarde de la première guerre. Elle aidait Louis en prêtant son salon pour les réunions de groupe de résistants de Laeken. Tous les enfants devaient rester à l’arrière de la maison et il leur était interdit de voir les arrivants. Seules Marie Mestdag et Liza, (Élisabeth Louies, fille ainée de Marie Colette) accueillaient les participants.
Habitant Laeken, près de la caserne de la drève Sainte-Anne où les Allemands s'étaient installés, il y avait sans doute beaucoup d'informations à collecter, arrivées de convois, mouvements de troupes, installations de défense antiaériennes, etc. Il est certain que ce fut une des activités du Groupe Zéro. Louis transmettait ces renseignements à divers contacts souvent au café "Mondial" du 167 rue Stéphanie.
Marie Mestdag s’occupait de logistique, rapportant des armes et les livrant à leurs  destinataires, elle s’occupait aussi de rapatriement ou de trouver des abris sûrs dans le maquis pour des fugitifs recherchés par la Gestapo. Elle en cacha d'autres à travers la Belgique, distribuant ainsi de fausses cartes d'identité, de travail, de faux documents, des armes et des plans... Elle distribuait, comme les autres membres du groupe, des journaux clandestins tels La Libre Belgique, La Voix des Belges…
Louis Everaert cachait chez lui, des armes (qu'il montait et réglait), des plans, mais aussi des gens fuyant le STO, des juifs, des réfractaires tous ceux que la Gestapo ne parvenait pas à appréhender. C'était la mission que s'était fixée le groupe, en plus de tous les faux documents, cartes de travail, cartes d'identité, certificats divers. Des activités similaires à celles de la Ligne Comète (Réseau Comète) dirigée par la très célèbre Andrée De Jonghe (1916-2007), seule femme arrivée à un aussi haut poste au sein de la résistance, qui fut la fondatrice de la Ligne Comète, réseau belge d'exfiltration des pilotes alliés tombés en territoire ennemi. Souvent infiltrés par des agents ennemis, ils eurent de lourdes pertes.
Une rafle de la Gestapo s’annonçait car des policiers en civil le filaient de plus en plus souvent. Il cacha, tout son arsenal chez Marie Mestdag, heureusement à temps, car un peu plus tard, la Gestapo fouilla le domicile de Louis Everaert et n’y trouva rien. Même pas le fuyard qui se cachait allongé dans la corniche du toit et qui échappa ainsi à l’œil inquisiteur du soldat allemand qui scrutait le toit à partir de la tabatière.
Mais un grand malheur s'abattit sur le groupe. Deux de leurs meilleurs éléments furent arrêtés par la Gestapo : Julien Kemel et Jacques Storck. Ils furent emmenés au Fort de Breendonk, le camp de la honte pour les Belges, pour y être fusillés. C'était le 9 octobre 1942, lors d'une mission avec une vingtaine de patriotes (une réunion avec divers chefs de groupes et notamment avec des délégués du 2e Bureau Français), tombés dans un guet-apens à la suite de la dénonciation d'un traître belge (qui sera reconnu comme tel et condamné à mort), certains arrivèrent à s’enfuir après une fusillade dans laquelle Jean Haesaert fut tué, mais le reste du groupe fut cerné et arrêté. L’objectif éventuel de cette mission était la destruction, le sabotage de chars allemands (pas encore confirmé).
De leur côté, Louis Everaert et Edmond Messian poursuivirent leurs actions plus durement mais plus prudemment. Mais la Gestapo les filait encore davantage.
Edmond Messian disparut. Quelques jours plus tard, ils arrêtèrent Louis Everaert le 15 décembre 1942. Ils l’amenèrent aussi à Breendonk.
La Oberkommandatuur de Bruxelles avait lancé une opération visant à retrouver les auteurs de meurtres « en particulier à l'encontre des membres flamands des N.S.K.K., contre le sous-officier Boisbourdin, de la Légion Wallonne, et contre M. Acke membre des S.S. germaniques en Flandre ».

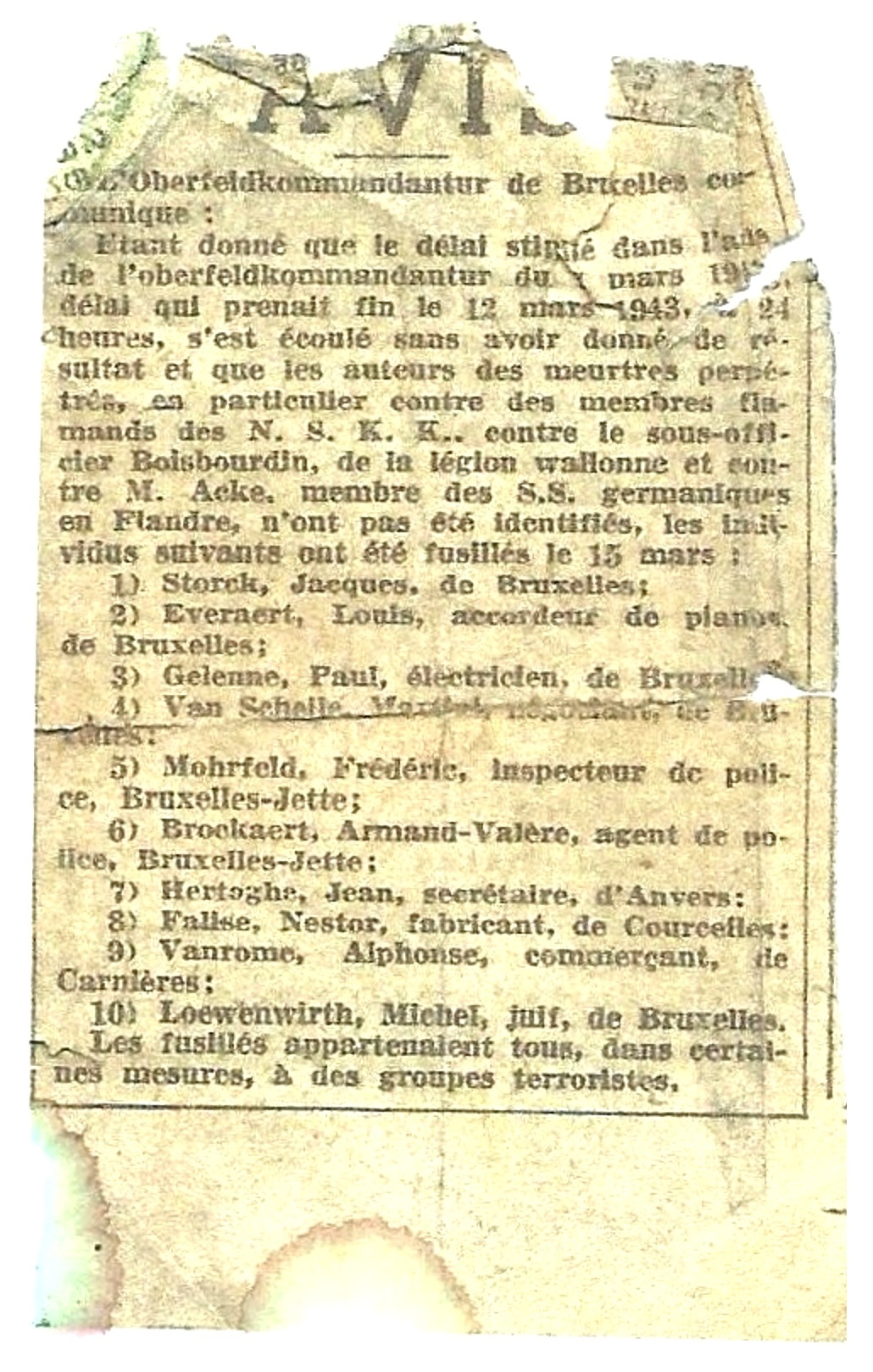
Avis à la population.

L' « Avis à la population », est paru dans les journaux et cite les noms de dix personnes présumées liées à la résistance qui vont être fusillées en signe de représailles.
1. Stork Jaques de Bruxelles
2. Louis Everaert, accordeur de piano, de Bruxelles
3. Gelene Paul, électricien de Bruxelles
4. Van Schelle... de Bruxelles
5. Morhfeld Frédéric inspecteur de police de Bruxelles-Jette
6. Brockaert Armand Valère agent de police de Bruxelles-Jette
7. Hertoghe Jean secrétaire, d'Anvers
8. Falise Nestor fabriquant de Courcelle
9. Vanrome Alphonse commerçant de Carnières
10. Loewenwirth Michel, juif de Bruxelles

Cette opération ayant échoué à l'échéance du 12 mars 1943, l'Oberkommandatur décida de fusiller Louis Everaert ainsi que les autres personnes de cette liste le 15 mars 1943, malgré toutes les tortures et interrogatoires coutumiers des SS, il ne dit rien, ne dénonça personne. Au sein de la population on le dit un temps avoir été décapité. Sanction bien plus cruelle encore. Marcel Trido aura ces lignes pour lui dans son livre : « Dans la file des suppliciés du 15 mars 1943, il venait le dernier, les mains liées. Aveugle et toujours porteur de lunettes noires, il était guidé, dans la direction des camarades qui le précédaient dans cette ultime étape, par un Boche. Louis avait une cigarette aux lèvres... Il suivait le chemin le conduisant à la mort avec un stoïcisme admirable. D'autres que moi le suivaient des yeux ; ils peuvent aussi affirmer que sa cigarette ne tremblait pas ». C'était le groupe Zéro qui fut décapité. avec leurs chef et agent de liaison décédé ce jour-là. Il y a une tombe au tir national avec un nom : « Louis Everaert ». À la libération, Marie Mestdag reçut un chien des soldats anglais qui libéraient Bruxelles, leur mascotte. Elle l'appela Zéro et par la suite, tous ses chiens porteront ce nom.
C'est ainsi que le Groupe Zéro dut mettre un terme à son activité, faute de membres, d'armes, et surtout faute d'un chef comme Louis Everaert.
Gaston Durnez a écrit un livre sur la vie de Marie Colette Mestag durant la période de la résistance.
- De Bolhoed van mijn Vader - Herinneringen uit de kersentijd - Gaston Durnez

## Le Groupe Zéro

### Groupe Zéro: et ses membres fondateurs
- Louis Everaert : chef du Groupe Zéro, (mort fusillé à Breendonk, le 15 mars 1943)
- Marie Mestdag : logistique. Faux papiers, veuve et mère de huit jeunes enfants, de 3 à 20 ans environ
- Julien Kemel : instituteur, chef des groupes de combats à Bruxelles entre 1941-1942, (mort fusillé à Breendonk, le 13 janvier 1943)
- Jacques Storck : officier, agent de liaison avec l’État Major, (mort fusillé à Breendonk, le 15 mars 1943, le même jour que Louis)
- Louis, Julien et Jacques ont tous les trois été inhumés au Tir National à Schaerbeek, Enclos des fusillés
- Fin 1944, les parents de Jacques Storck  ont  réinhumé le corps de leur fils au cimetière de Laeken[7].

### Autres résistants proches du groupe Zéro
- Edmond Messian : d'abord mis par Marie Mestdag au maquis pendant neuf mois, il devint résistant en appuyant Louis Everaert.
- Mlle De Jonghe : au début de la guerre, elle était devenue assez intime avec Marie Mestdag pour lui présenter un jour Jacques Storck  qui était rentré au pays après une tentative de gagner l’Angleterre soldée par deux morts parmi ses sept camarades (frontière espagnole). C’est à lui que Marie Mestdag remis un jour, la première arme du groupe : le revolver de son défunt mari. Marie Mestdag travaillait comme couturière pour le magasin de mode des sœurs De Jonghe. Elle habitait avec ses enfants au second étage du magasin au Soleil. Elle faisait parfois des petites tâches comme coursière pour la patronne de la Comète.

### Quelques témoins directs sauvés par le groupe Zéro
Cachés chez Marie parfois au péril de sa vie. (sur base d'un document manuscrit d'après guerre de la résistance)
- Joseph Franck de Waremme : réfractaire de l'A.B. caché chez elle un an
- Henri de Schrijver : commissaire adjoint de la police de Jette, recherché par les Allemands et que sa fille Liza conduit à Fournières
- Léon Haes : militaire de carrière échappa au STO, 20 mois de maquis
- René Arnaud : échappa au STO, 16 mois en Campine

## Galerie photos
(septembre 2023).

Documents relatifs à  Marie Colette Mestag
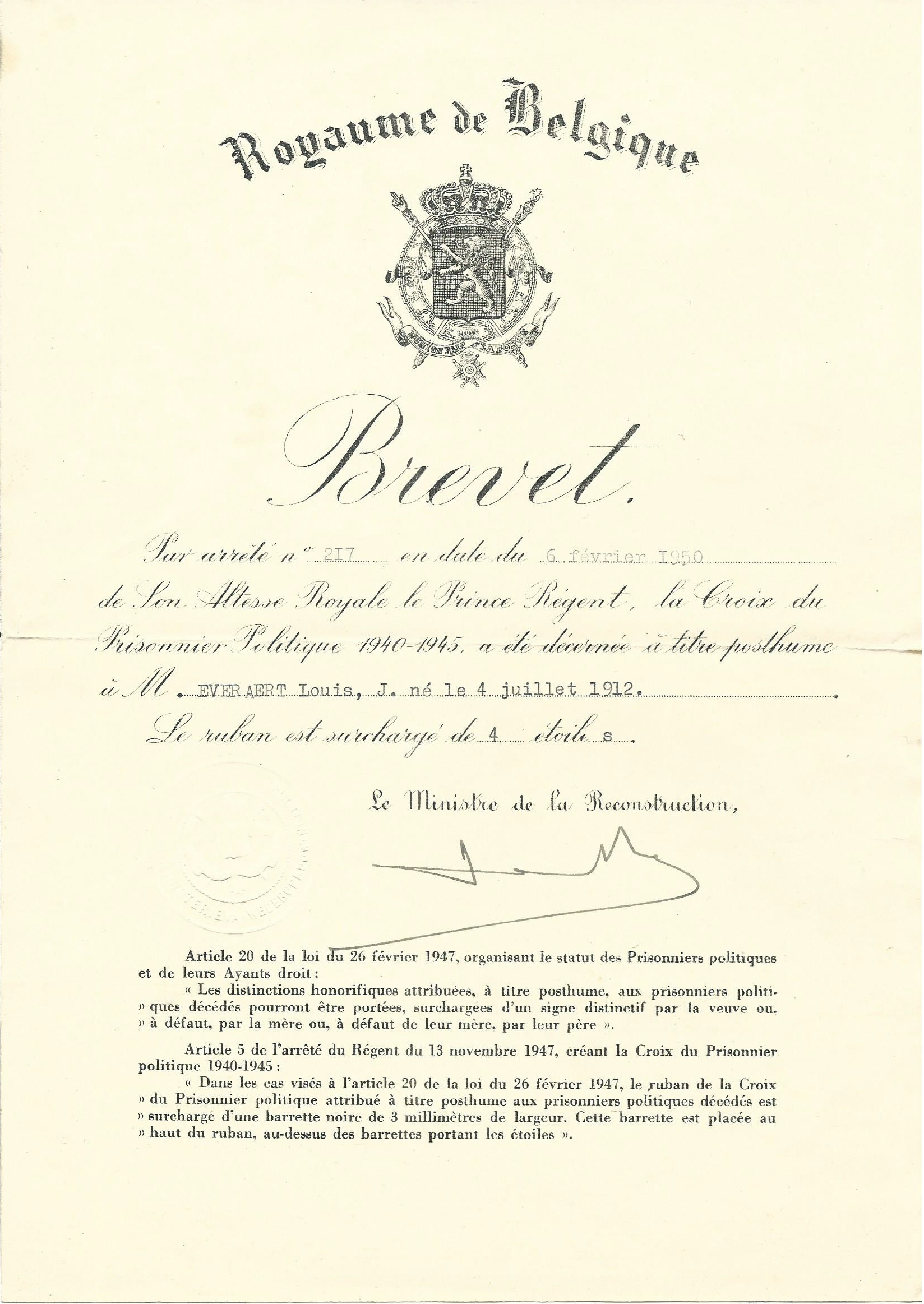
Brevet à titre posthume de la Croix de prisonnier.
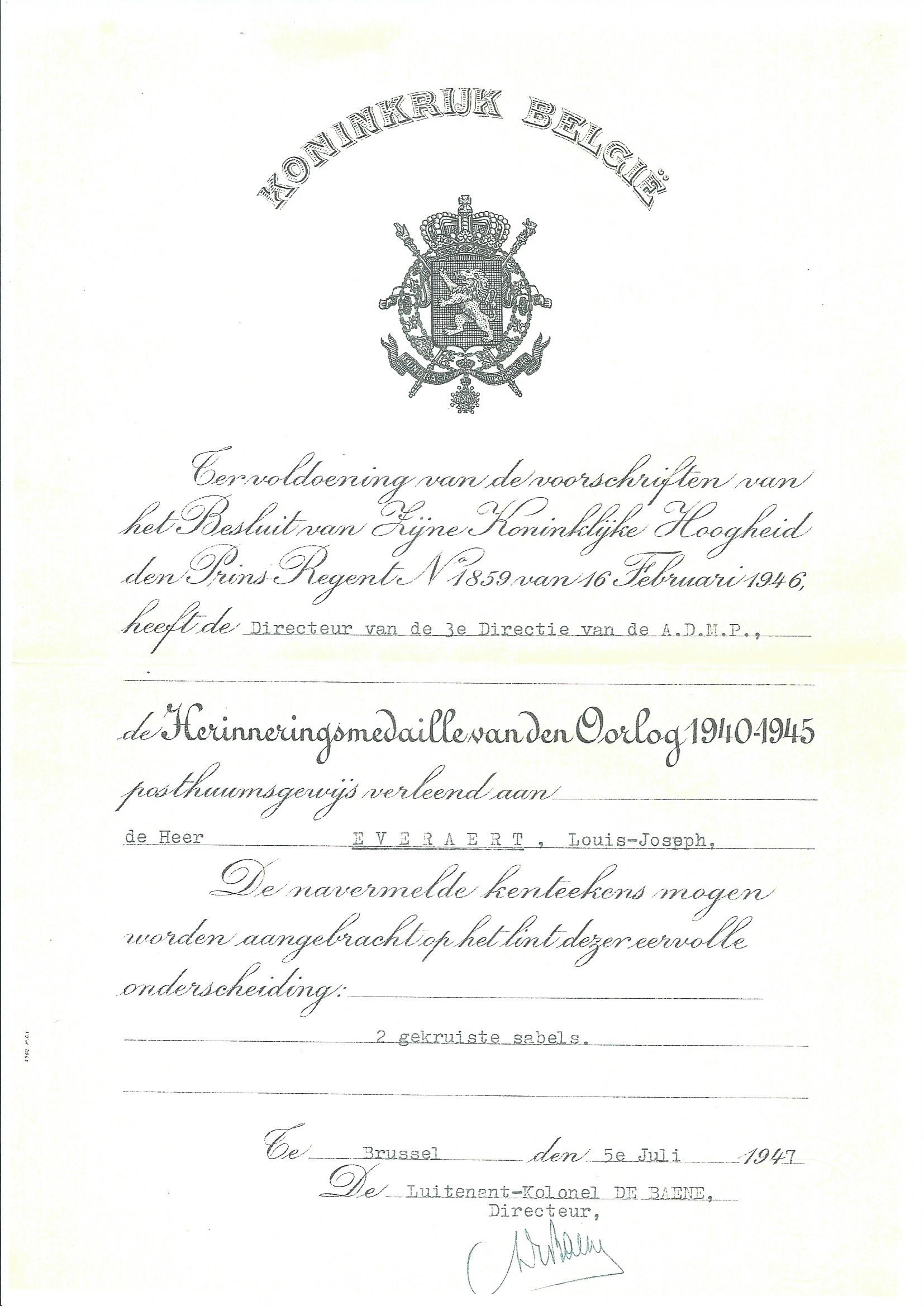
Médaille du souvenir 1940-1945.
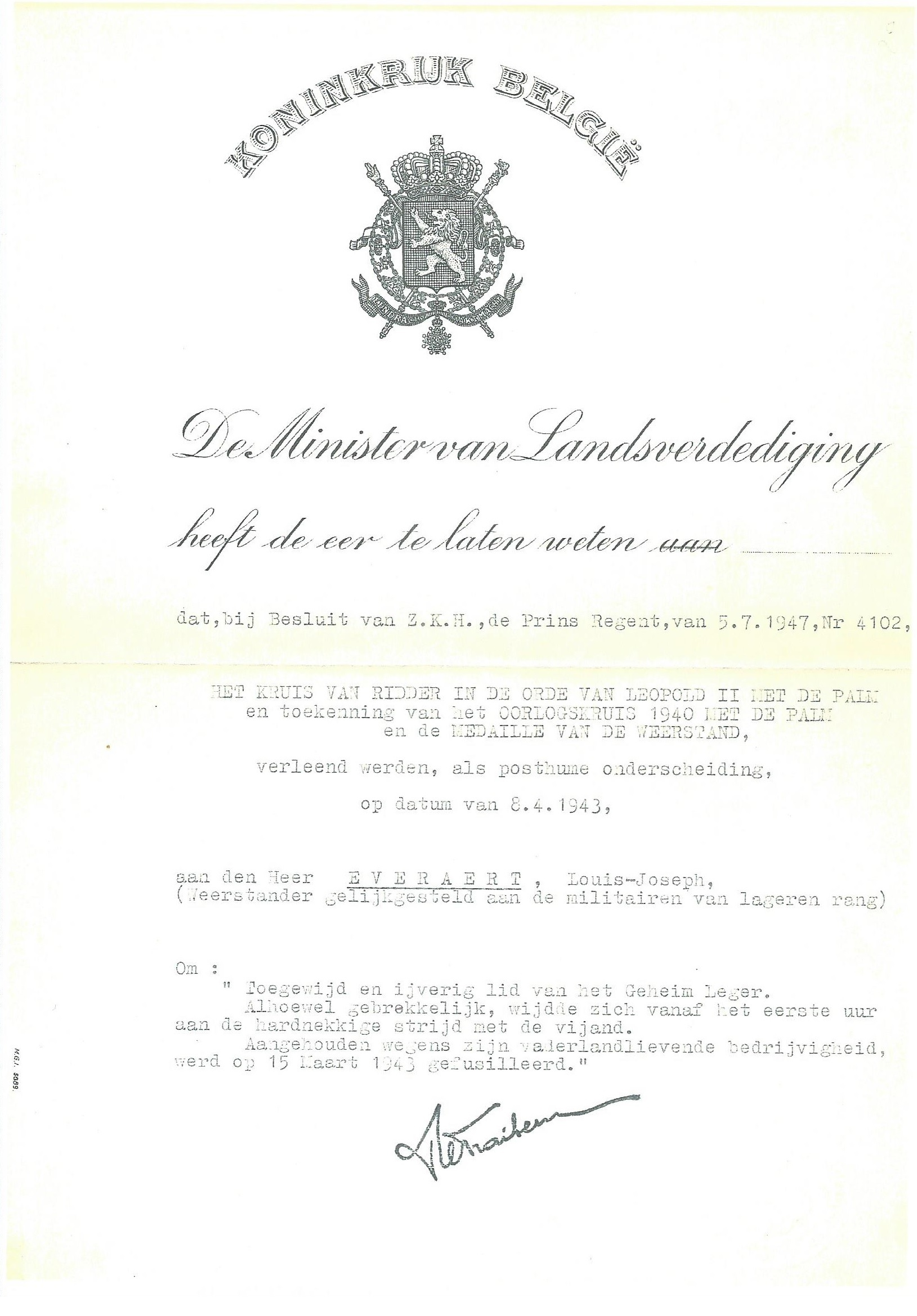
Croix de chevalier de l'ordre de Léopold II.
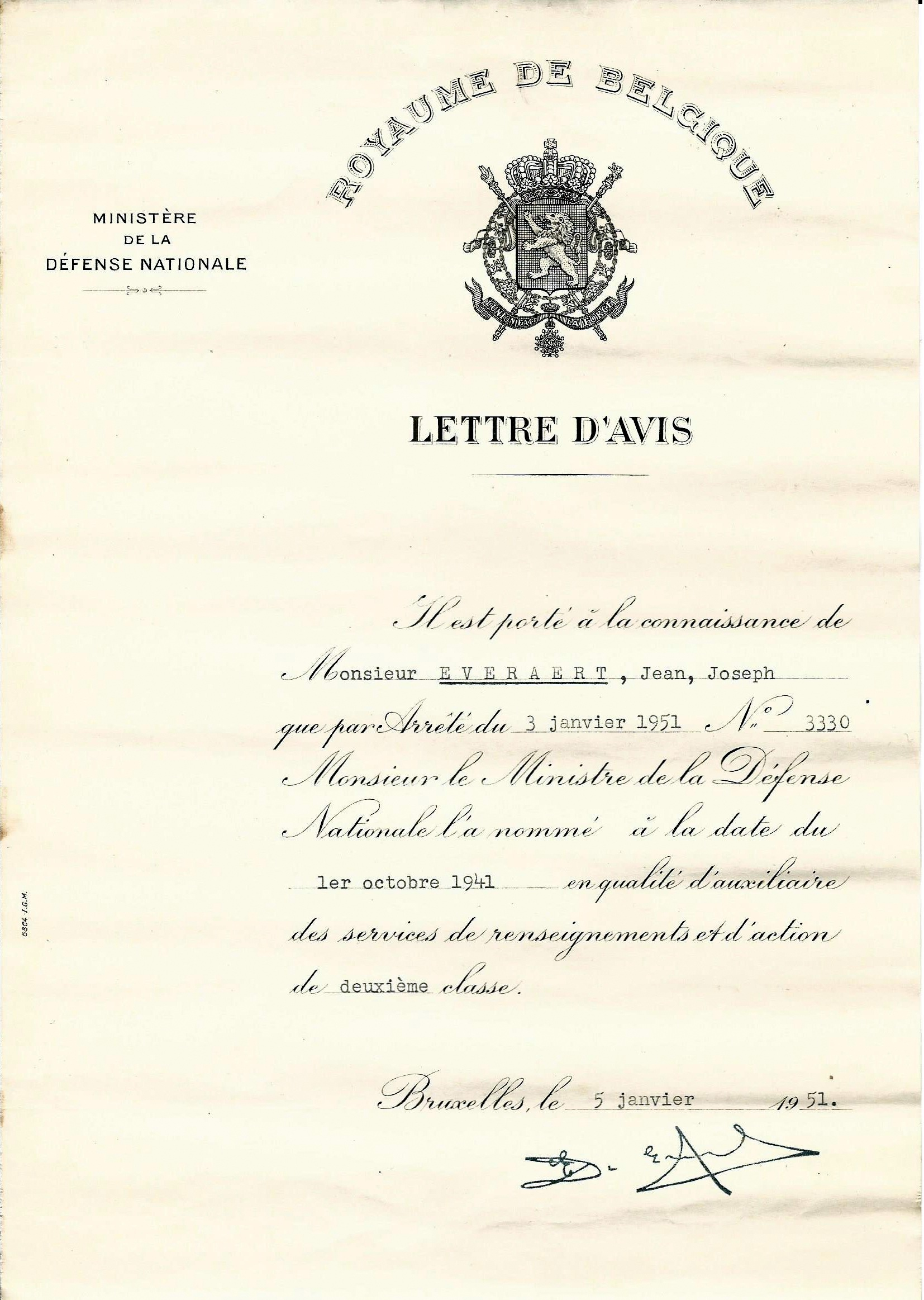
Lettre de Nomination de Jean Joseph Everaert.
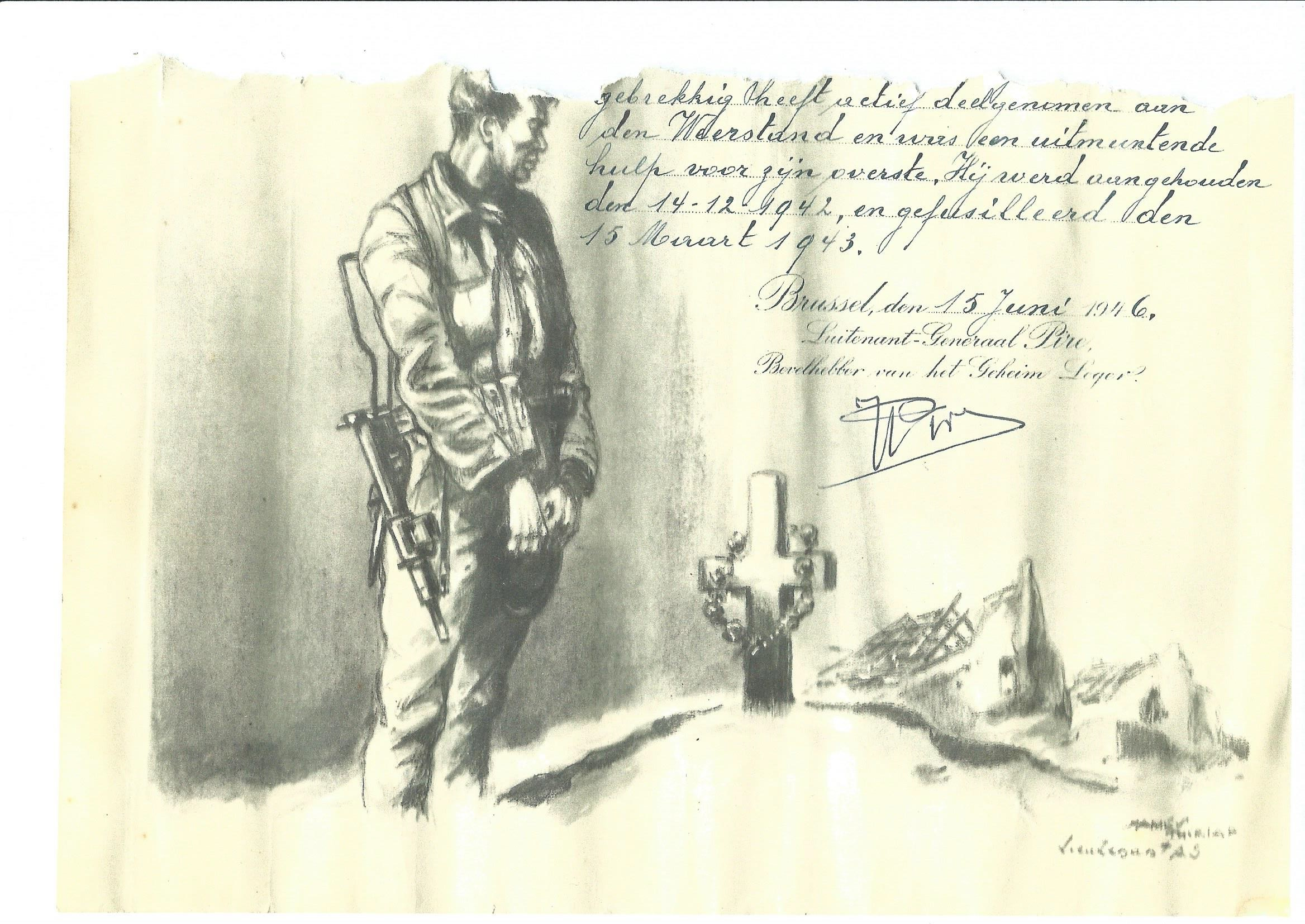
Un document du Général Pire.
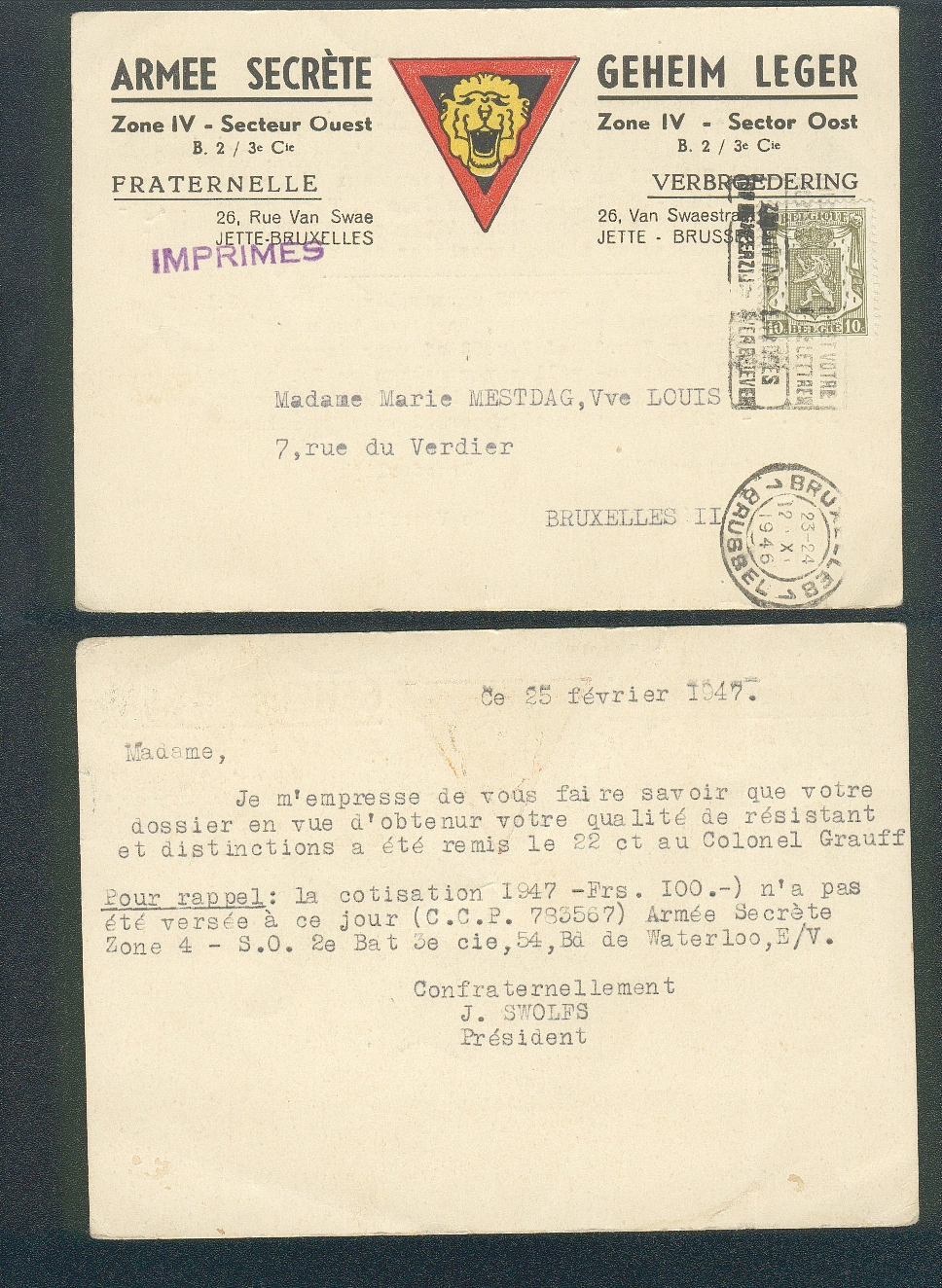
Lettre de l'AS[8].
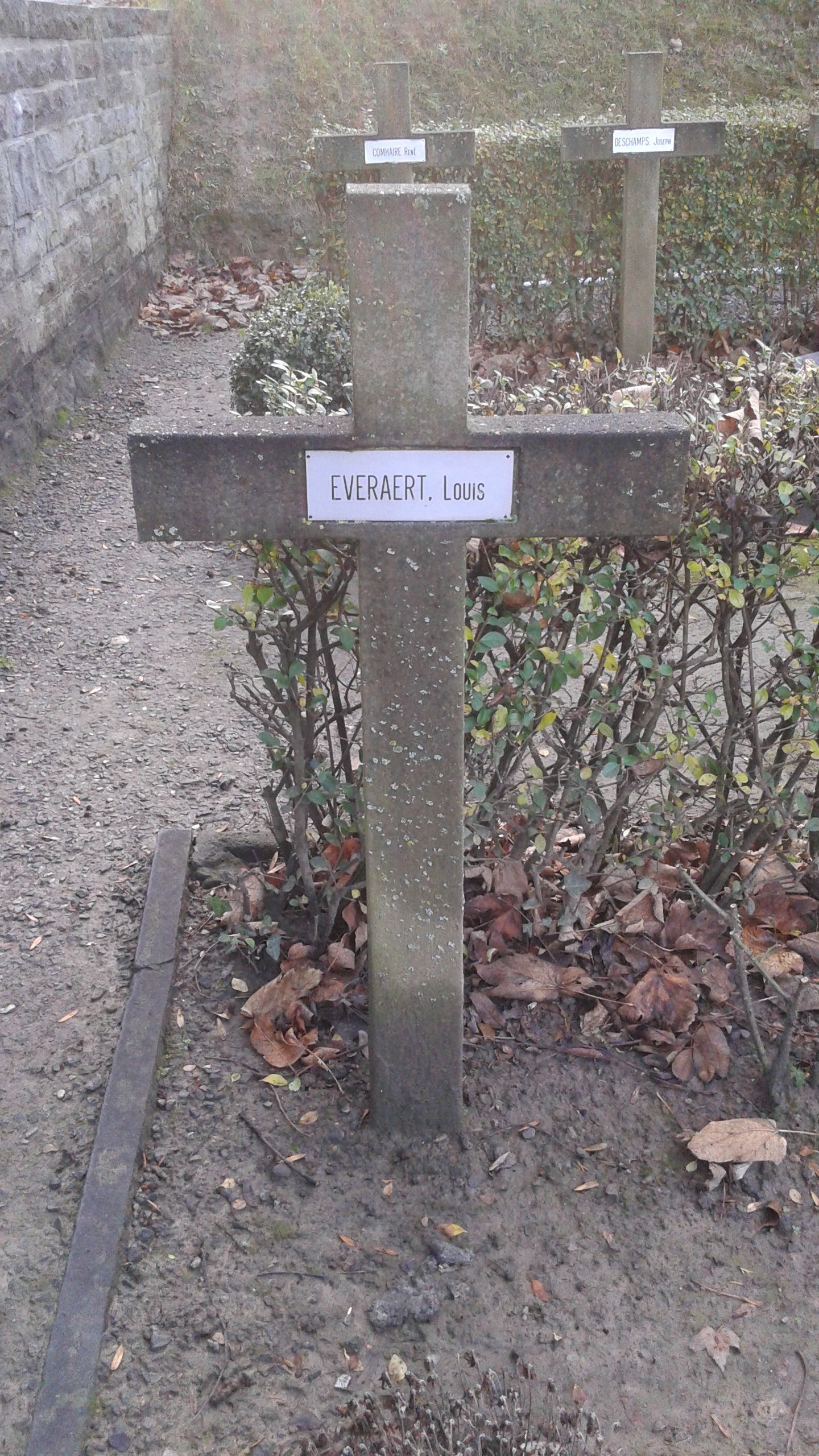
Tombe de Louis Everaert.
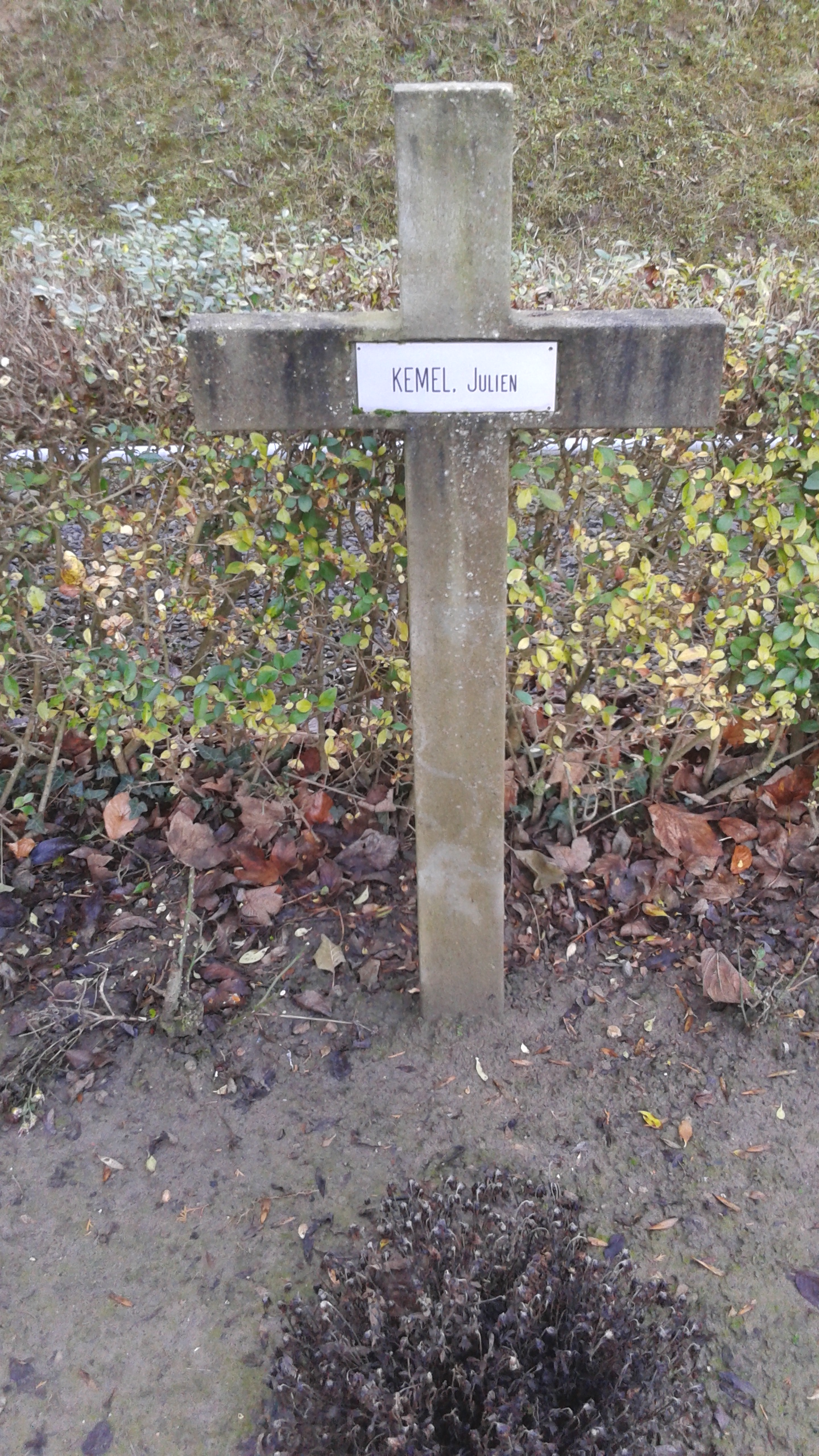
Tombe de Julien Kemel.
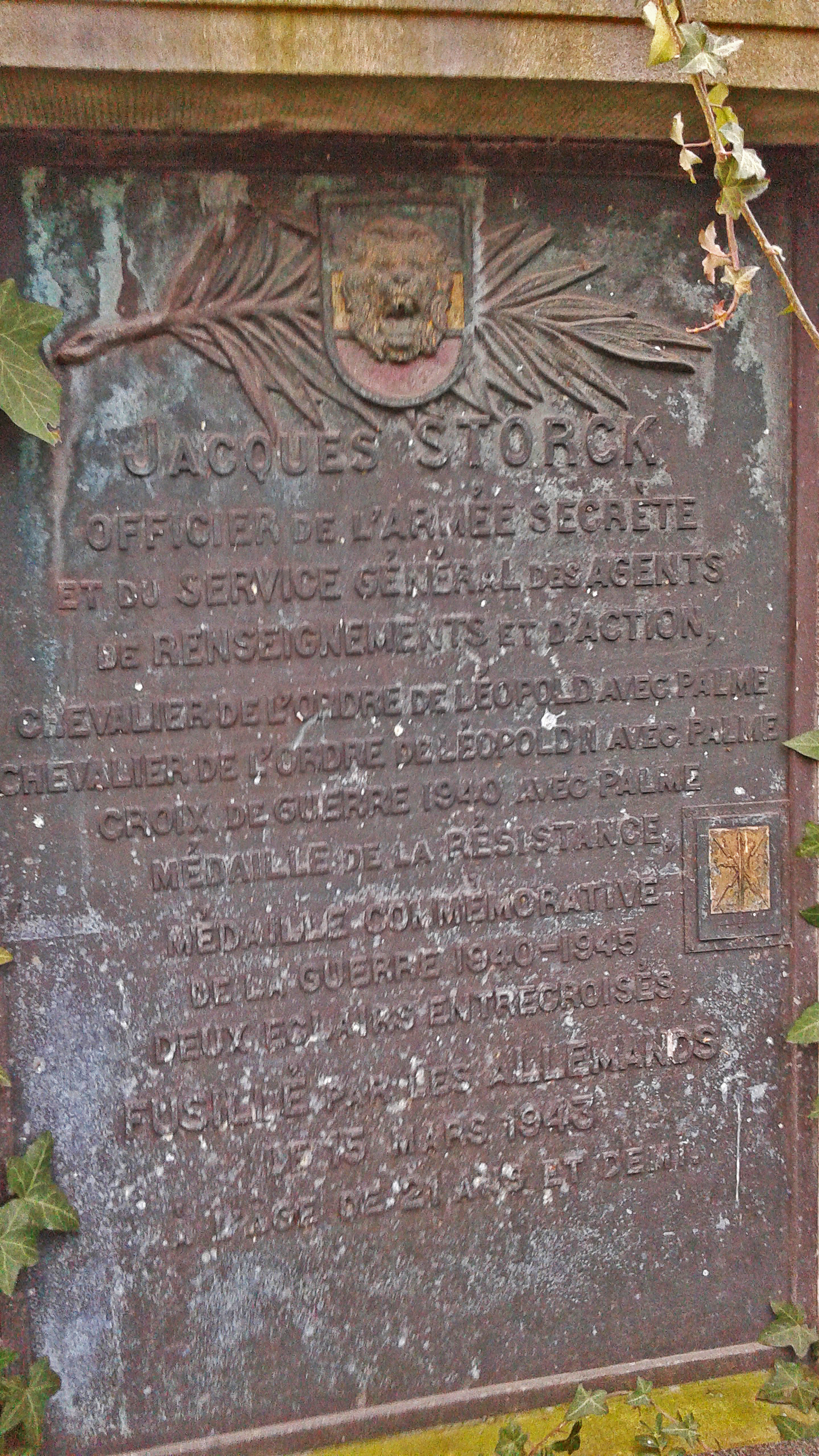
Tombe de Jacques Storck.
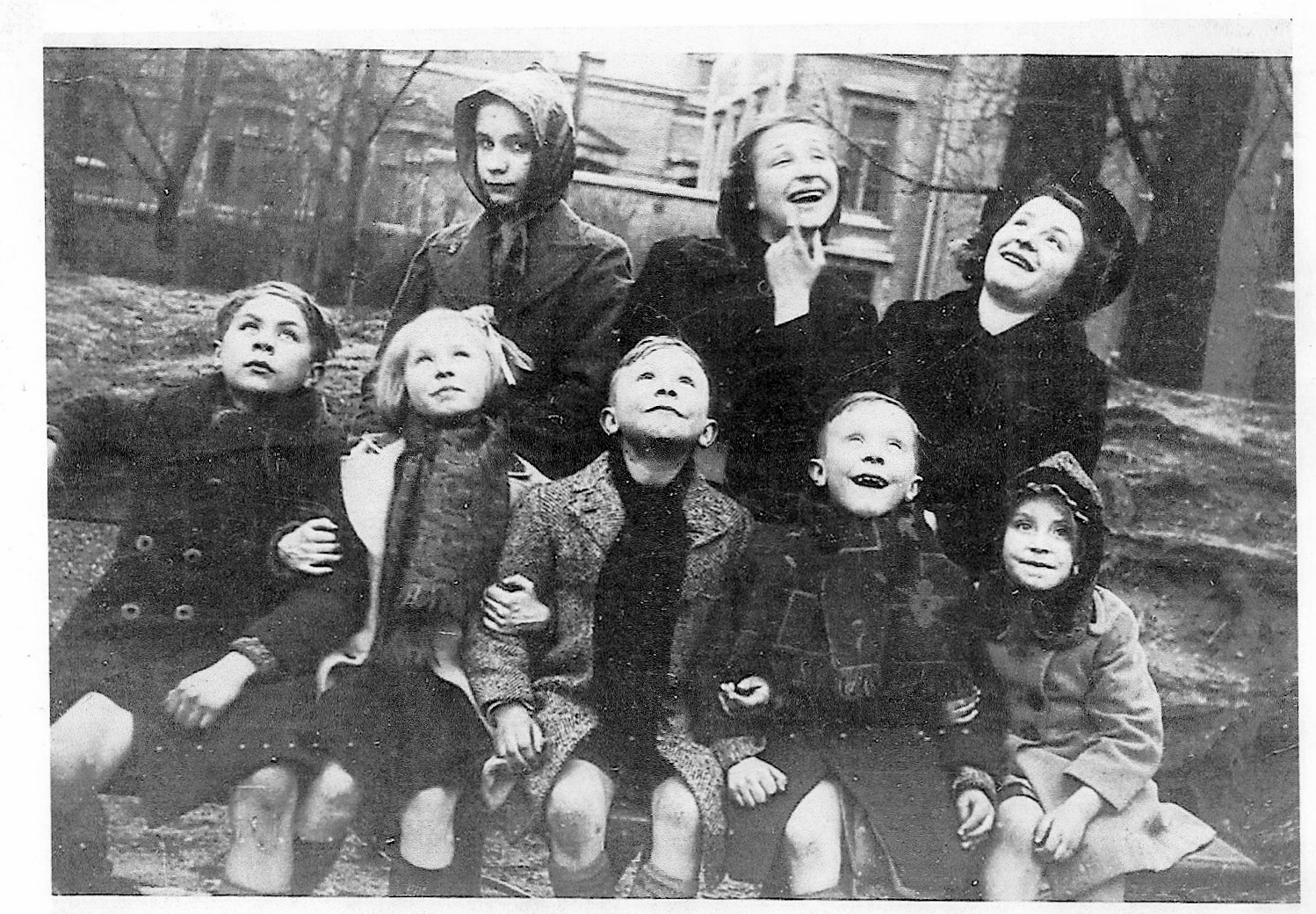
Les huit enfants de Marie Colette Mestag 1940.
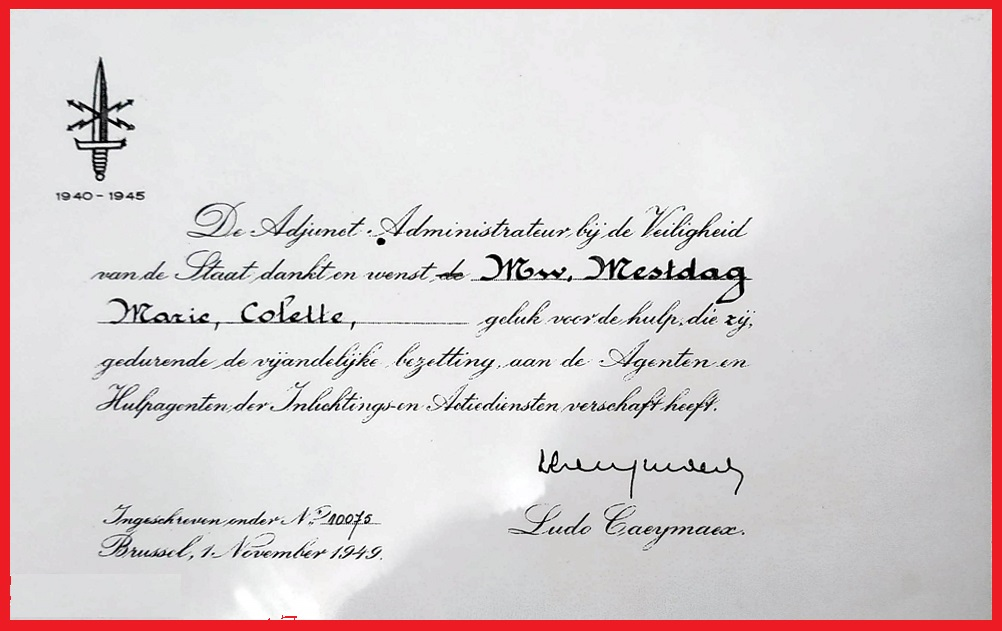
Lettre de remerciement de Mr Ludo Caeymaex de la sécurité de l'état.
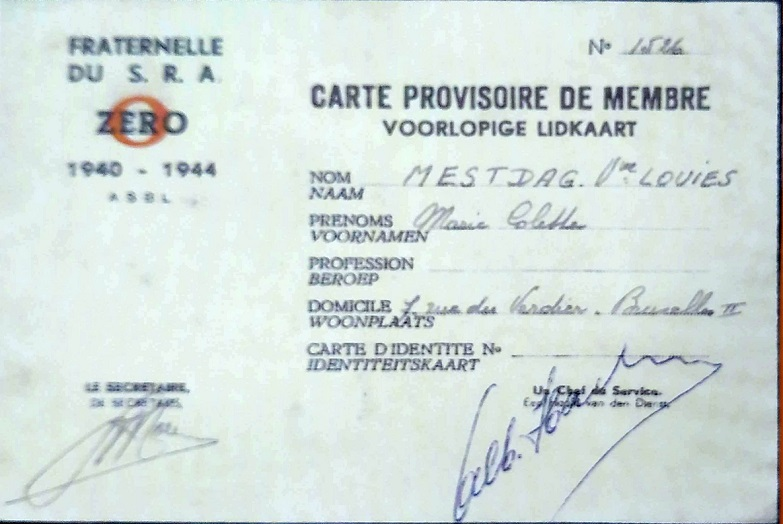
Carte de membre provisoire de la fraternelle du sra Zéro 1947.
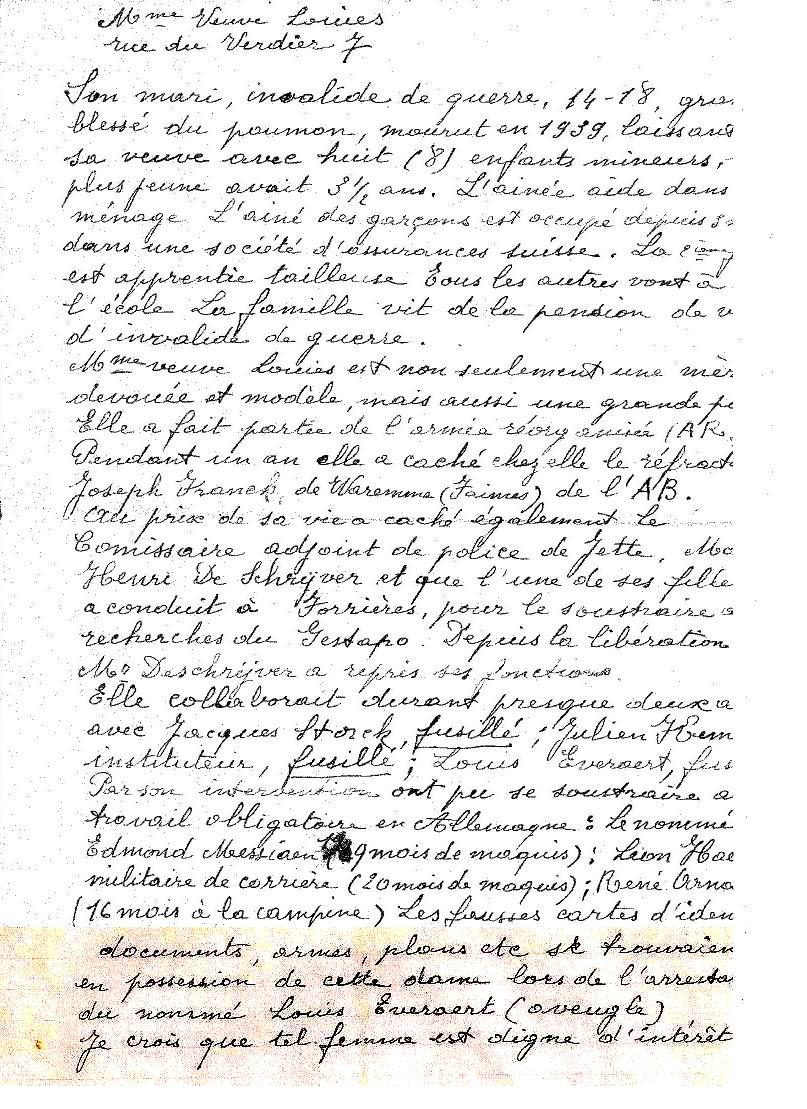
Lettre à propos de Marie Colette et du groupe Zéro.
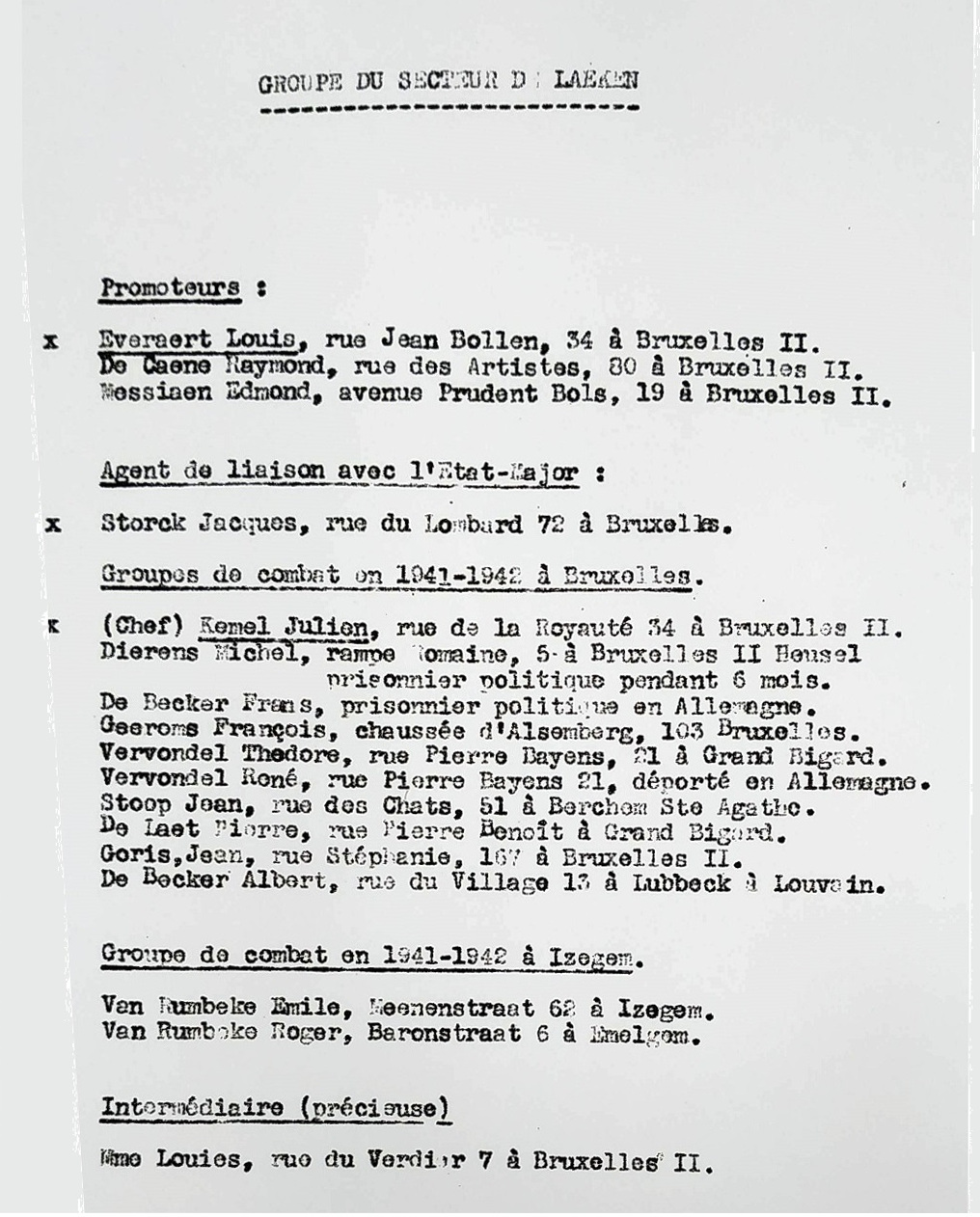
Description du groupe Zéro.
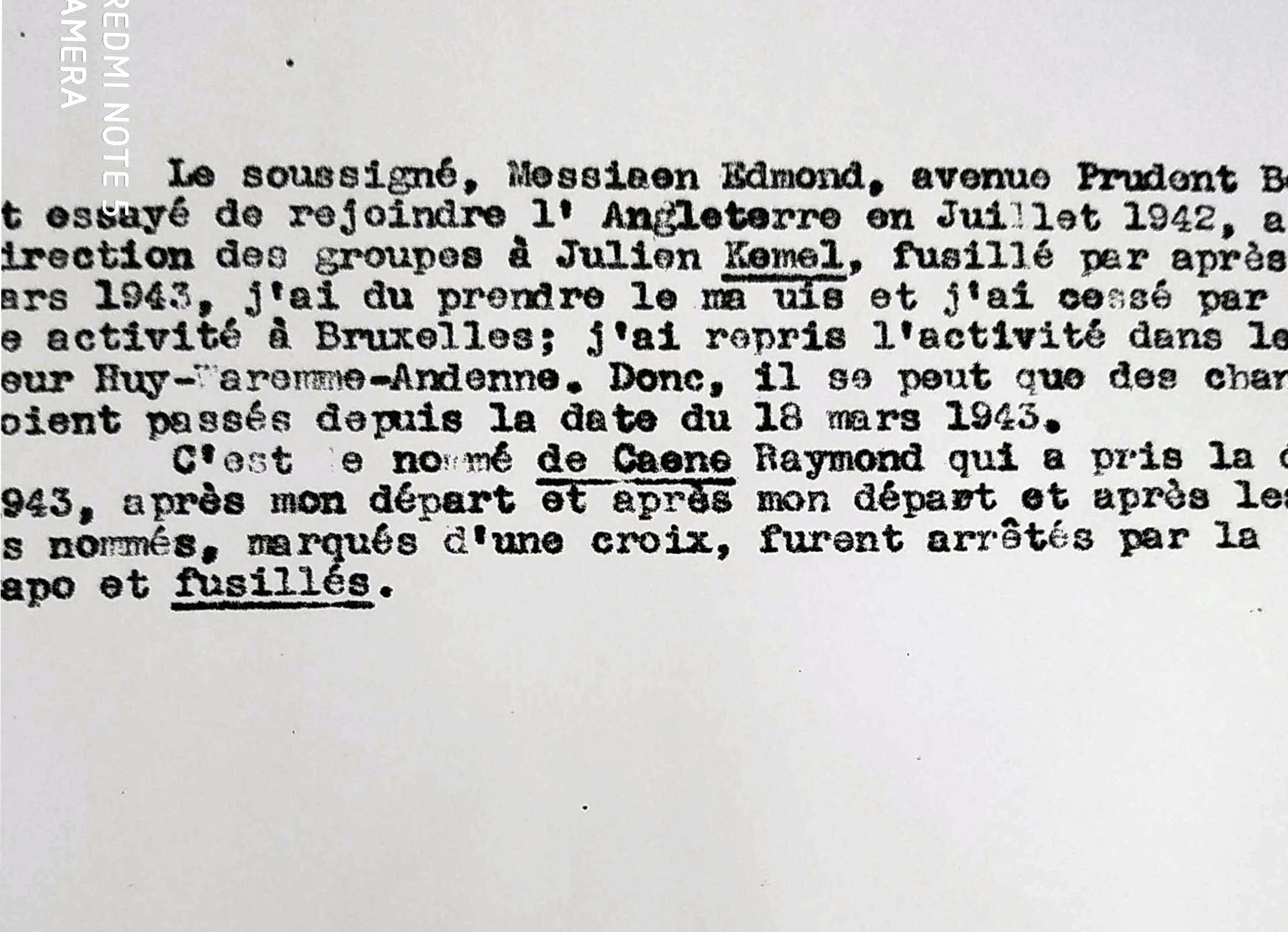
Rapport d'activité de Messiaen Edmond.
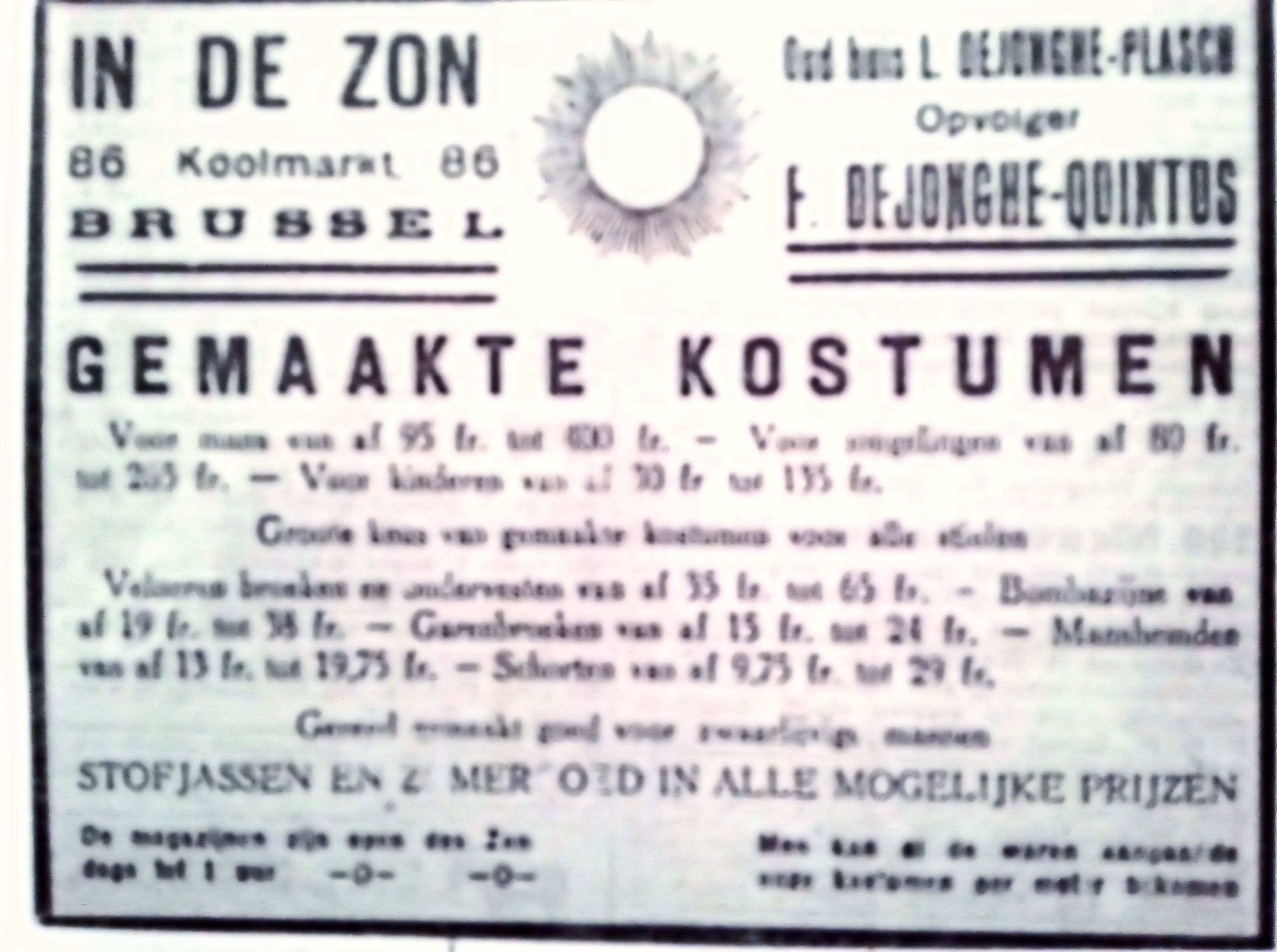
Prospectus du magasin de mode de Mme de Jonghe.
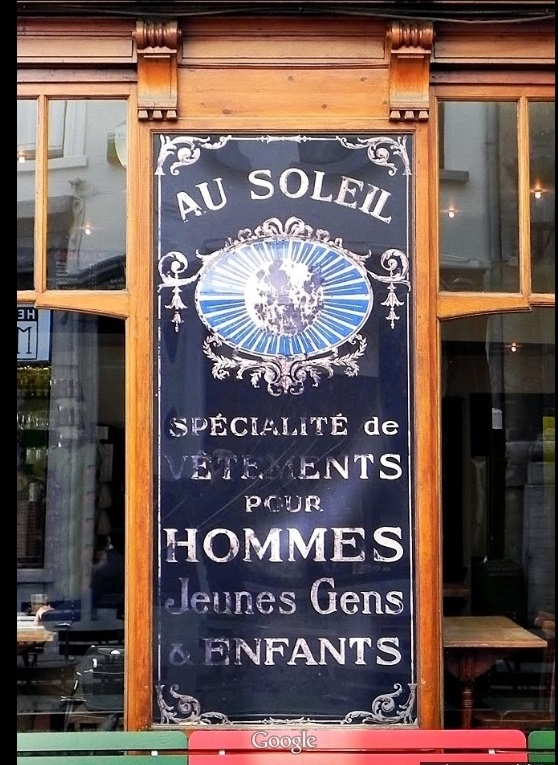
Élément de la façade du magasin de mode « Au Soleil » des sœurs de Jonghe.
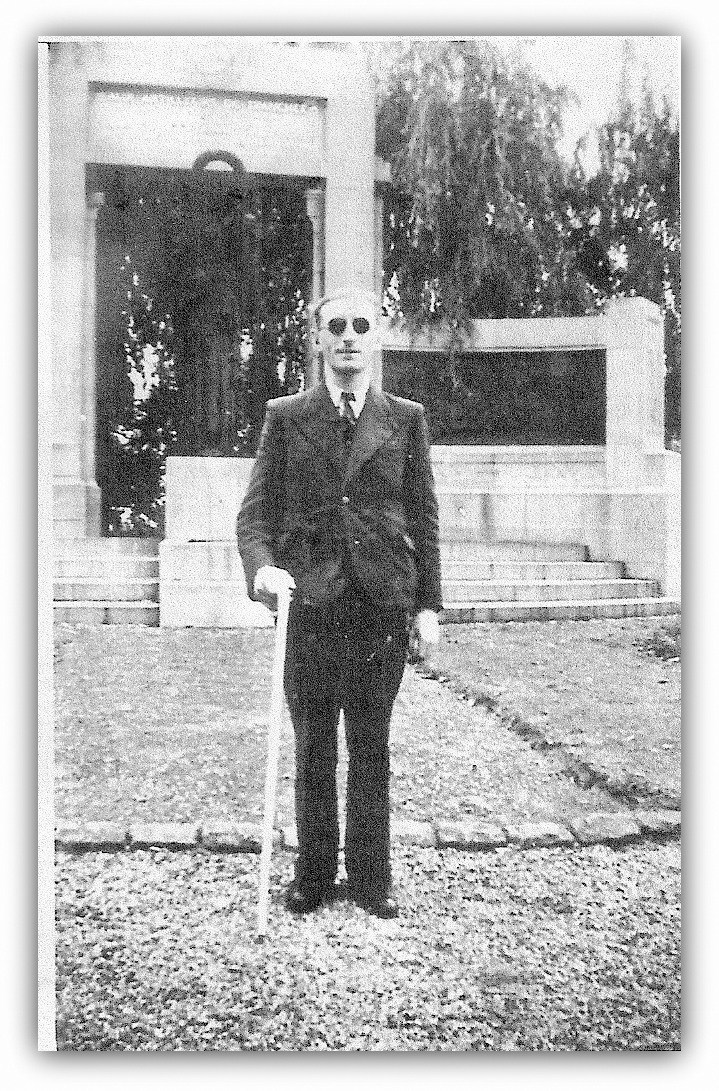
Photo en pied de Lucien Everaert.

## Sources bibliographiques
- L’armée réorganisée (A.R) est composée de nombreux groupes dont le « Groupe du secteur de Laeken » dit « Groupe Zéro ». Voir aussi Résistance intérieure belge
- Sources bibliographiques de la résistance, un courrier : Parcours de Marie Mestdag ici dénommé rapport de la résistance
- Sources bibliographiques de Marie Mestdag : un des écrits laissés par Marie Mestdag, en flamand d'époque
- Sources bibliographiques : un document rapportant les nombreux échanges entre Marie Mestdag et sa petite-fille
- Sources bibliographiques de la résistance : lettre traitant de la requête de « reconnaissance de son statut de résistante et distinctions »
- Sources bibliographiques : Livre d’Or de la Résistance Belge Éditions Leclercq, Bruxelles, 1948, page 147
- Sources bibliographiques : livre de Patrick Nefors, Breendonk 1940-1945, Éditions Racine, Bruxelles, 2005
- Sources Laurette Everaert, fille de Jean Joseph Everaert, frère de Louis Everaert, qui avait collecté des informations telles que cette coupure de journal annonçant l'exécution de 10 prisonniers et a ensuite regroupé tous les documents relatifs à son frère